# Fëdor Klimov
Fëdor Aleksandrovič Klimov (in russo Фёдор Александрович Климов?; Leningrado, 7 settembre 1990) è un pattinatore artistico su ghiaccio russo.
Gareggia in coppia con Ksenija Stolbova dal 2009.

## Palmarès

### Con Stolbova

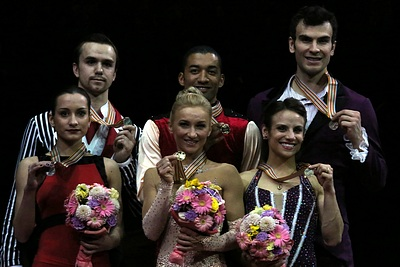
Stolbova/Klimov sul podio del Campionato del mondo 2014

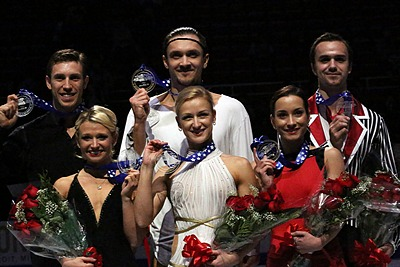
Stolbova/Klimov a Skate America 2013

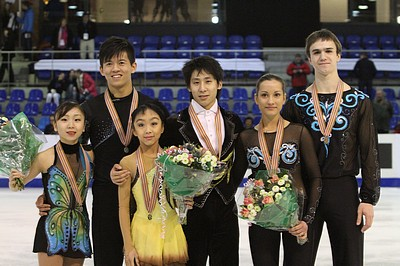
Stolbova/Klimov al Campionato del mondo junior 2010

| Internazionali | Internazionali | Internazionali | Internazionali | Internazionali | Internazionali | Internazionali | Internazionali | Internazionali | Internazionali | Internazionali |
| Evento | 2009–10        | 2010–11        | 2011–12        | 2012–13        | 2013–14        | 2014–15        | 2015–16        | 2016–17        | 2017–18        | 2018–19        |
| --- | -------------- | -------------- | -------------- | -------------- | -------------- | -------------- | -------------- | -------------- | -------------- | -------------- |
| Giochi olimpici invernali                                                                                                  |                |                |                |                | 2°             |                |                |                |                |                |
| Campionati mondiali |                |                |                |                | 2°             |                | 4°             | 5°             | R              |                |
| Campionati europei |                |                | 3°             | 6°             | 2°             | 2°             | R              | 4°             | 2°             |                |
| GP Finale |                |                |                |                |                | 2°             | 1°             |                | 4°             |                |
| GP Trophée Eric Bompard |                |                | 7°             | 5°             |                | 1°             |                |                |                |                |
| GP Cup of China |                |                |                | 3°             |                |                |                |                |                |                |
| GP NHK Trophy |                |                |                |                |                |                |                | R              | 2°             |                |
| GP Rostelecom Cup |                |                | 4°             |                | 4°             | 1°             | 1°             | R              | 2°             |                |
| GP Skate America |                | 5°             |                |                | 3°             |                | 4°             |                |                |                |
| GP Finlandia Trophy |                |                |                |                |                |                |                |                | 3°             |                |
| GP Nepela Trophy |                |                |                |                |                |                | 1°             |                |                |                |
| Universiadi |                |                |                |                | 1°             |                |                |                |                |                |
| Bavarian Open |                |                |                | 1°             |                |                |                |                |                |                |
| Cup of Nice |                |                |                | 2°             |                |                |                |                |                |                |
| Warsaw Cup |                |                |                |                | 1°             |                |                |                |                |                |
| Internazionali: Junior |                |                |                |                |                |                |                |                |                |                |
| Evento | 2009–10        | 2010–11        | 2011–12        | 2012–13        | 2013–14        | 2014–15        | 2015–16        | 2016–17        | 2017–18        | 2018–19        |
| Campionati mondiali | 3°             | 2°             |                |                |                |                |                |                |                |                |
| JGP Finale | 7°             | 2°             |                |                |                |                |                |                |                |                |
| JGP Austria |                | 1°             |                |                |                |                |                |                |                |                |
| JGP Bielorussia | 7°             |                |                |                |                |                |                |                |                |                |
| JGP Gran Bretagna |                | 1°             |                |                |                |                |                |                |                |                |
| JGP U.S.A. | 2°             |                |                |                |                |                |                |                |                |                |
| Nazionali |                |                |                |                |                |                |                |                |                |                |
| Campionati russi |                | 6°             | 2°             | 3°             | 1°             | 1°             |                | 1°             | 2°             |                |
| Campionati russi | 1°             | 1°             |                |                |                |                |                |                |                |                |
| Eventi a squadre |                |                |                |                |                |                |                |                |                |                |
| Giochi olimpici invernali                                                                                                  |                |                |                |                | 1° S 1° P      |                |                |                |                |                |
| Team Challenge Cup |                |                |                |                |                |                | 2° S 2° P      |                |                |                |
| R = Ritirati; S = Risultato della squadra; P = Risultato personale. Medaglie assegnate solo per il risultato della squadra |                |                |                |                |                |                |                |                |                |                |

### Con Alexandra Malakhova
| Nazionali               | Nazionali |
| Evento                  | 2008–09   |
| ----------------------- | --------- |
| Campionati russi junior | 8°        |

### Individuale maschile
| Nazionali               | Nazionali |
| Evento                  | 2006–07   |
| ----------------------- | --------- |
| Campionati russi junior | 9°        |